# Денисовський Федір Платонович
Федір Платонович Денисовський (рос. Фёдор Платонович Денисовский; нар. 20 лютого 1863, Подосинки — пом. 7 вересня 1944, Москва) — російський графік. Батько художника Миколи Денисовського.

## Біографія
Народився 8 [20] лютого 1863 року в селі Подосинках Московської губернії Російської імперії. У 1880-ті роки займався у недільних класах Строгановського училища у Москві, потім, до 1892 року — у граверній майстерні О. Ренара.
Жив у Москві. Займався ксилографією. У 1890-ті роки гравірував для «Газети Гатцука». У 1920-ті—1930-ті роки працював гравером типографії «Червоний пролетарій», видавництв «Радянська енциклопедія», «Держвидав», «Учпедгиз» та інших, для яких виконав портрети Володимииа Леніна, Надії Крупської, Антона Чехова, Івана Нікітіна, а також пейзаж Нижнього Новгорода, ілюстрації до вірша Миколи Некрасова «Мужичок з ноготок». Його учнем був гравер Іван Павлов.
Помер у Москві 7 вересня 1944 року.